# سرور سالم
سرور سالم (14 أغسطس 1982 - ) هو لاعب كرة قدم إماراتي يلعب كمهاجم.
لعب سابقاً في نادي الشباب ونادي الإمارات .

## روابط خارجية
- سرور سالم على موقع Soccerway.com (الإنجليزية)